# Camila Fadda
Camila Fadda Gacitúa (Santiago, 9 de febrero de 1969) es una poeta, traductora y gestora cultural chilena.

## Biografía
Nace en Santiago, pero su infancia y juventud transcurren en Viña del Mar. Cursa la etapa escolar en el Colegio Alemán de Viña del Mar y de Valparaíso. De niña estudia violín en el Conservatorio de la Universidad Católica de Chile y posteriormente guitarra y canto popular de forma privada. Egresa de la Educación Media del Colegio Seminario San Rafael de Viña del Mar y en1988 se traslada a Santiago para ingresar a la carrera de Traducción Alemán-Inglés-Español del Departamento de Letras en la Pontificia Universidad Católica de Chile, tomando paralelamente ramos de Literatura. 
En 1991 ingresa al Centro de Estudios Profesionales Manpower, donde obtiene el título de Asistente Ejecutiva Trilingüe. Durante sus años en Santiago integra el Coro Sinfónico de la Universidad de Chile. 
En 1992 viaja a Mainz, Alemania, donde permanecerá por 5 años. Durante este período desarrolla distintos proyectos musicales y poéticos.
En el año 2007 obtiene el título de posgrado en Gestión Cultural, otorgado por la Universidad de Chile y la Organización de Estados Iberoamericanos para la Educación, la Ciencia y la cultura (OIE).
Participa activamente en lecturas y festivales a nivel nacional e internacional como poeta y traductora.
Desde hace algunos años realiza el encuentro literario y musical “Contextos y Consonantes” en la comuna de La Reina, Santiago, donde se reúnen poetas y músicos de la escena santiaguina. 
Su poesía ha sido traducida parcialmente al francés y al inglés.

## Traducciones
Como traductora literaria se ha dedicado a la traducción de poesía de habla alemana: Michael Donhauser, (Austria), Maria T. Martin (Alemania), Lydia Daher (Alemania), Mariella Mehr (Suiza), Leta Semadeni (Suiza), entre otros. En el año 2019 obtiene una beca de residencia en la Casa de Traductores Looren, Suiza. Sus traducciones de poesía han sido publicadas en distintas revistas y antologías, como: “El fin de la afirmación, novísima poesía alemana”, Ed. Vox/Pulqui, Argentina (2015), Revista Literaria Quimera, España (2017), Revista Literaria Luvina, Universidad de Guadalajara, México (2018), “El tiempo en que vivimos, antología de poesía suiza actual”, Colombia (2021).

## Obras
(2013) Cauce (JC Sáenz Ediciones). Código ISBN 9789563060942
(2019) Mover el Agua  (Los Perros Románticos). Código ISBN 9789569594274
(2022) Calamidad (Los Perros Románticos).  Código ISBN 9789569594670

## Distinciones
- (1997) Primer Premio en el Festival de la Voz, Casa de la Juventud, Valparaíso.

- (2011) Mención honrosa en el concurso internacional Alfonsina Storni, Buenos Aires, Argentina.

- (2012) Primer premio en el concurso internacional Grito de Mujer, Trujillo Perú.[1][2]

- (2017) Beca de Residencia para Traductores Literarios Banff Centre for Arts & Creativity, Canadá.
- (2018) Beca de Residencia para Traductores Literarios Übersetzerhaus Looren, Suiza.[3]
- (2019) Premio Círculo de Críticos de Arte de Chile, a mejor obra poética por "Mover el Agua".

## Otras publicaciones
(2015) Revista Literaria Carajo, Chile
(2015) El fin de la afirmación, antología bilingüe de novísima poesía alemana (VOX/Pulqui, Bs. As).
(2016) Lyrikline.org
(2016) Revista Literaria Quimera, España.
(2017) Verbo Latente, antología de poesía social reciente, compiladora: Daniela Sol, Helena Ediciones, Chile.
(2018) Revista Literaria Luvina, Universidad de Guadalajara.
(2018) Ixquic, Antología de poesía feminista, compiladora: Daniela Sol, Editorial Verbum, México.
(2019) Una invitación / un poema; Memoria poética de la pandemia y el estallido social, Chile.
(2020) The Dhaka Review Poetry Journal, Bangladesh.
(2020) Pétalos Rebeldes: poesía chilena contemporánea, Chile.
(2021) Ciudades Invisibles, Argentina.